# Balta quadricaudata
Balta quadricaudata är en kackerlacksart som beskrevs av Morgan Hebard 1943. Balta quadricaudata ingår i släktet Balta och familjen småkackerlackor. Inga underarter finns listade.